# Coracina atriceps
El oruguero moluqueño (Coracina atriceps) es una especie de ave paseriforme de la familia Campephagidae endémica de las Molucas, en Indonesia.

## Distribución y hábitat
Se distribuye por las islas de Halmahera y las Molucas meridionales, pertenecientes a Indonesia. Su hábitat natural son los bosques húmedos tropicales de regiones bajas.